# 分体词
分体关系是一种语义关联。如果 A 是 B 的一部分，或 A 是 B 集合的成员，则称 A 是 B 的分体词，B 是 A 的整体词。例如，“手指”是“手”的分体词，“轮胎”是“汽车”的分体词。
逻辑学中分体论的概念与分体关系的概念关系紧密。分体论是指一套与组成部分及其相应整体有关的公理化一阶理论。分体关系也可看作是一种偏序关系。
分体词指的是表示某整体的一部分的词语。若要表示某词语的子集，请见下义词。如“树”的下义词是“松树”、“栎树”等（一种树），“树”的分体词则是“树皮”、“树叶”等（树的一部分）。